# Mufa

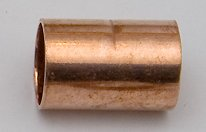
Mufa – kształtka hydrauliczna wykonana z miedzi

Mufa (inaczej złączka prosta) – łącznik w połączeniu śrubowym do łączenia głównie rur, a także gwintowanych prętów. Jest to tuleja z naciętym na całej długości jednorodnym gwintem wewnętrznym. W mufach stosuje się gwinty walcowe oraz rozwiązania termokurczliwe, zachowujące pamięć kształtu. Mufy hydrauliczne wykonane z miedzi nie posiadają gwintu. Rury miedziane łączy się taką mufą lutowaniem miękkim.
Odwrotnością mufy jest nypel, czyli analogiczny łącznik, ale z gwintem zewnętrznym.
Mufą nazywa się też część ramy rowerowej otaczającą suport rowerowy.